# Banco Sabadell

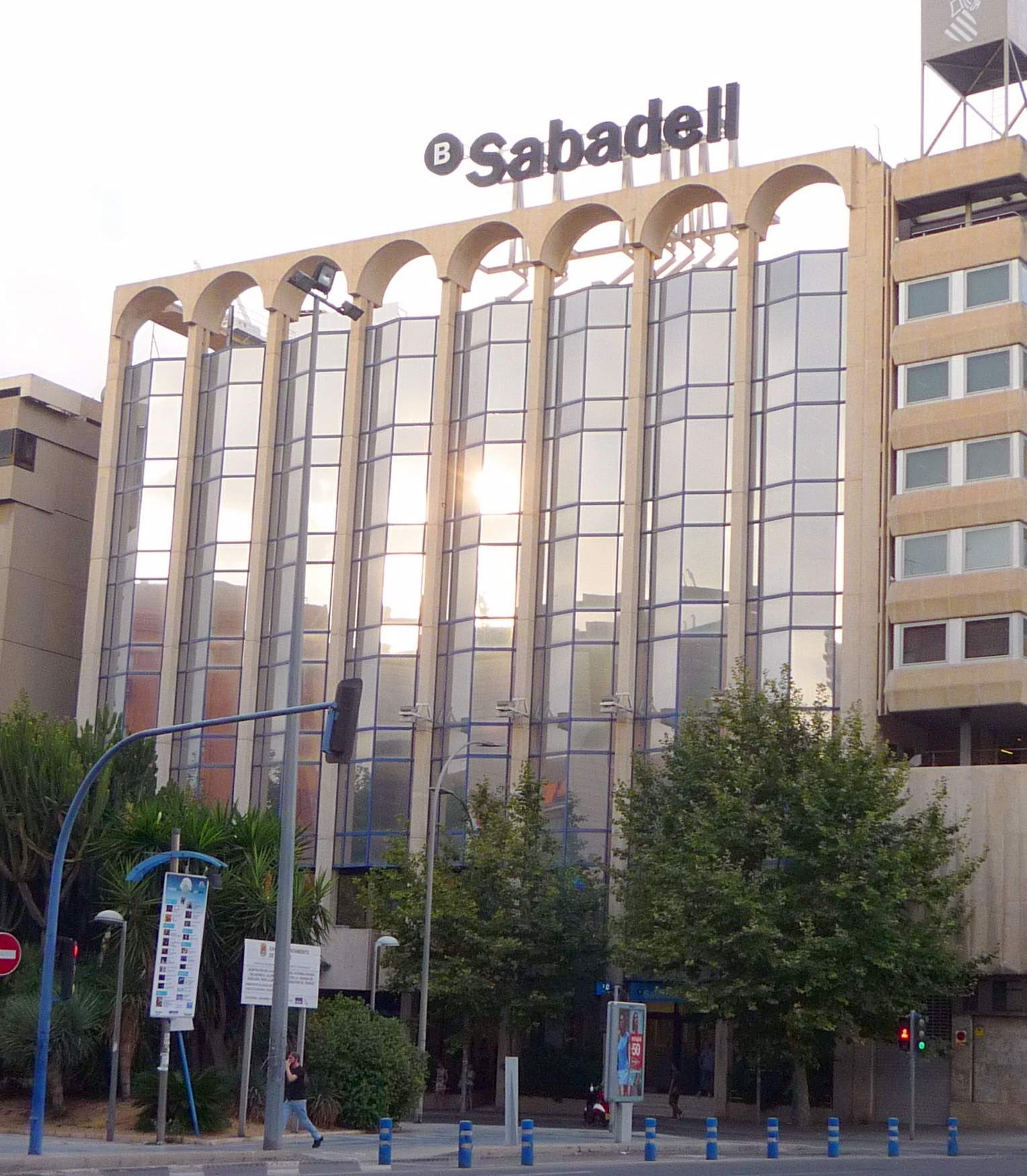
La sede social del Banco Sabadell en Alicante entre octubre de 2017 y enero de 2025. El edificio fue anteriormente la sede de la ya desaparecida Caja de Ahorros del Mediterráneo (CAM), adquirida en 2011 por el Banco Sabadell.

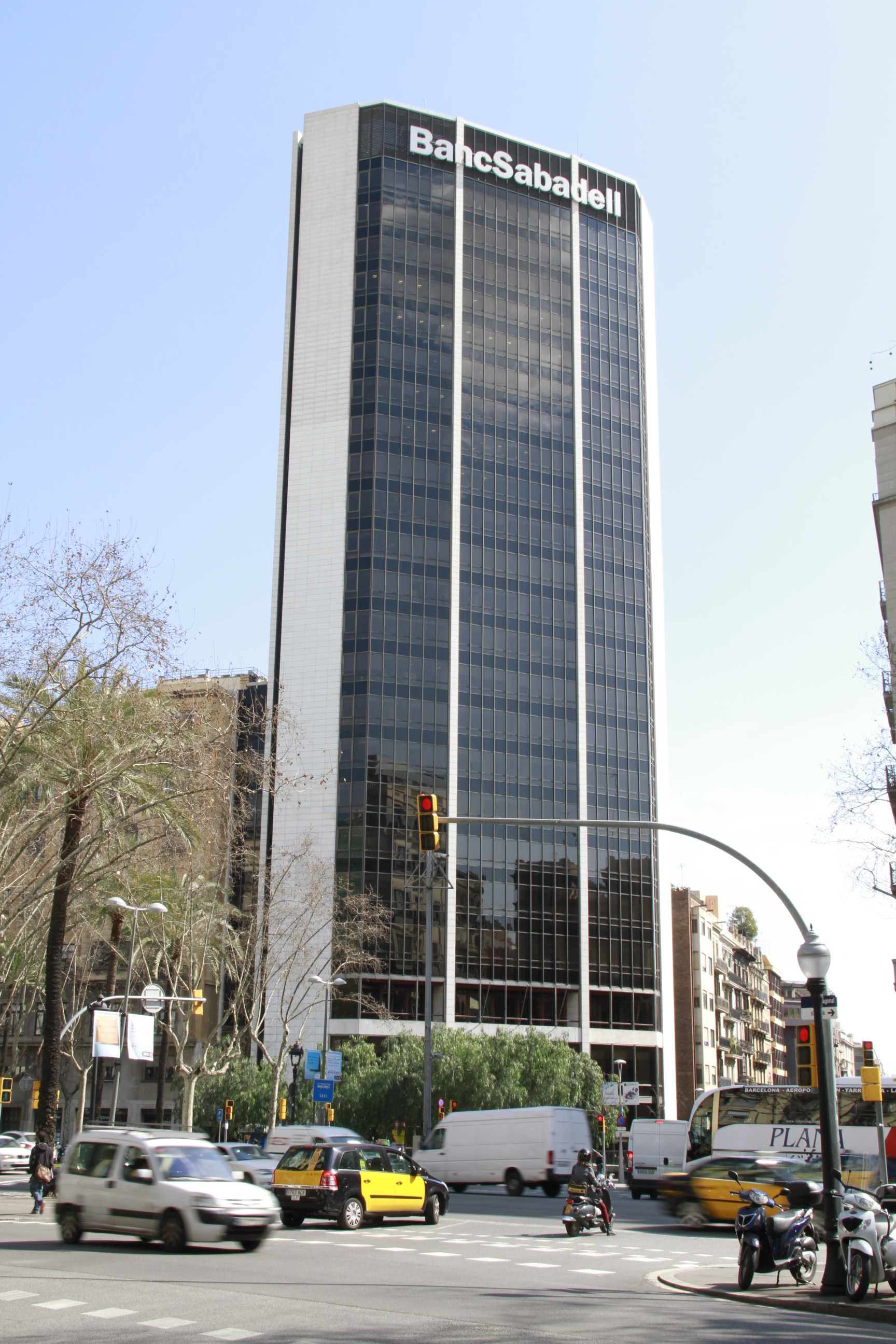
La Torre Banco Sabadell en la avenida Diagonal, Barcelona.

Banco Sabadell, cuya razón social es Banco de Sabadell, S.A., es un banco español fundado en 1881 en Sabadell (Barcelona), donde mantiene su sede social.
Sus actividades principales son la banca comercial, la banca de empresas, la banca corporativa y la banca privada, con orientación al negocio internacional. Como grupo empresarial multinacional está integrado por diversas marcas, sociedades filiales y sociedades participadas que abarcan todos los ámbitos del negocio financiero. Su sede corporativa se localiza en San Cugat del Vallés, contando con centros de operaciones en Madrid y Londres, entre otras ciudades.
Banco Sabadell ha pasado a lo largo de su historia por varias fases de expansión que le han permitido pasar de banco local a banco internacional; en los últimos años ha integrado varias entidades financieras y ha emprendido negocios bancarios en países como el Reino Unido o México.
A 31 de diciembre de 2024, los activos de Banco Sabadell eran de 239 598 millones de euros, siendo la cuarta entidad financiera española por volumen a nivel mundial. Esa misma fecha contaba con 1350 oficinas y 18 799 empleados.
Desde el año 2001 cotiza en la Bolsa de Madrid (SAB) y desde el año 2004 forma parte del índice IBEX 35.

## Historia

### Nacimiento y expansión británica
El 31 de diciembre de 1881, un colectivo de 127 empresarios y comerciantes de Sabadell (Barcelona) fundaron el banco, con objeto de financiar la industria local y proveerla de materias primas (lana y carbón) en condiciones más favorables.
Esta etapa duró hasta 1907, cuando Banco Sabadell decidió liquidar sus negocios no bancarios y enfocarse en la banca comercial. En 1953, con el objetivo de preservar la independencia de la entidad, los accionistas constituyeron un pacto de sindicación de acciones.
En 1965, empezó la expansión territorial hacia las poblaciones más próximas. Diez años después, la entidad abrió su primera oficina fuera de Cataluña, en Madrid y, en 1978, empezó su expansión internacional con la inauguración en Londres, en el mismo corazón de la City, de la primera oficina en el extranjero.
Banco Sabadell ha destacado por ser la entidad pionera en informatizar la banca española. En 1968, incorporó la tecnología en los procesos contables y administrativos. Además, en 1986 introdujo como nuevos canales de comunicación y servicio al cliente la banca a distancia a través del teléfono (FonoBanc) y el ordenador (InfoBanc). Finalmente, en 1998, la entidad lanzó el primer servicio de banca por Internet, BancSabadellNet.
En 1988, se creó Sabadell MultiBanca, el banco especializado en la gestión de patrimonios y banca privada. Así, nació el grupo Banco Sabadell.

### Integración de NatWest España
A partir de 1996, la entidad empezó una nueva etapa de expansión con la adquisición de NatWest España. El 15 de octubre de 1996, comenzó el cambio de rotulación de las oficinas de NatWest España con el nombre de Solbank.

### Integración de Banco Herrero
En enero de 2001, se produjo la adquisición efectiva del 98.89 de Banco Herrero a La Caixa. Ese mismo año, el banco comenzó a cotizar en bolsa.
Entre los años 2002 y 2004, se implantó la estrategia multimarca y multicanal. En 2004, se incorporó al índice IBEX 35.

### Integración de Banco Atlántico
En agosto de 2004, se produjo la adquisición efectiva de Banco Atlántico.

### Integración de Banco Urquijo
En abril de 2006, llegó a un acuerdo con el grupo belga KBC Group para la compra del 99.74 % del capital social de Banco Urquijo.
En julio de 2006, se produjo la adquisición efectiva de Banco Urquijo.

### Integración de varios bancos de Miami
En enero de 2007, se acordó la adquisición del banco TransAtlantic Bank de Miami (Florida) Estados Unidos. En diciembre de ese mismo año, se acordó la compra del negocio de banca privada de BBVA en Miami.
En julio de 2009, se acordó la adquisición del banco Mellon United National Bank de Miami (Florida) Estados Unidos.
En enero de 2010, anunció que fusionaría las tres entidades con las que contaba en Estados Unidos: Banco Sabadell Miami, TransAtlantic Bank y Mellon United National Bank, creando la marca Sabadell United Bank. En agosto de 2011, se anunció la adquisición del banco Lydian Private Bank de Miami. En diciembre de 2013, se anunció la adquisición del banco JGB Bank de Miami.

### Integración de Banco Guipuzcoano
El 25 de junio de 2010, presentó ante la Comisión Nacional del Mercado de Valores (CNMV) una oferta pública de adquisición (OPA) sobre el 100 % del capital de Banco Guipuzcoano. El 24 de noviembre de 2010, finalizó el proceso de adquisición de Banco Guipuzcoano.
El 21 de mayo de 2012, se produjo la fusión por absorción de Banco Guipuzcoano y de Banco Urquijo.

### Integración de Banco CAM
El 7 de diciembre de 2011, fue elegido como banco adjudicatario de Banco CAM.
El 1 de junio de 2012, se produjo el traspaso del 100 % de las acciones de Banco CAM por parte del Fondo de Garantía de Depósitos (FGD) a Banco Sabadell.
El 5 de diciembre de 2012, se produjo la fusión por absorción de Banco CAM por Banco Sabadell.

### Integración de Banco Gallego
El 17 de abril de 2013, fue elegido como banco adjudicatario de Banco Gallego. El 28 de octubre de 2013, culminó el proceso de compra de Banco Gallego.

### Integración de Lloyds TSB España
El 29 de abril de 2013, se anunció la adquisición del negocio de Lloyds TSB en España. Con posterioridad, se modificó la razón social de Lloyds Bank International, S.A.U. por Sabadell Solbank, S.A.U. El 21 de noviembre de 2013, el consejo de administración de Banco Sabadell aprobó la fusión por absorción del negocio de Lloyds en España. Entre el 14 y el 16 de marzo de 2014, se produjo la plena integración del negocio de Lloyds en España en Banco Sabadell con la unificación de los sistemas operativos y tecnológicos y el cambio de marca. De las veintiocho oficinas que tenía Lloyds, siete pasaron a operar con la marca SabadellSolbank, la enseña especializada en clientes extranjeros no residentes del banco, y el resto se integró en otras marcas de Banco Sabadell.
En mayo de 2013, se anunció la adquisición del negocio de banca privada del banco británico Lloyds TSB en Miami, y se produjo la adquisición del negocio de Banco Mare Nostrum (BMN) en Cataluña y Aragón, operado bajo la marca «Caixa Penedès».
El 14 de marzo de 2014, se produjo la plena integración de Banco Gallego y del negocio de Lloyds en España.

### Expansión mexicana
En junio de 2014, empezó a operar en México a través de Sabadell Capital. En marzo de 2015, se anunció la adquisición de TSB Banking Group PLC, sexto banco británico. En agosto de 2015, obtuvo la licencia bancaria para operar en México como banco comercial.

### Reorganización de la imagen corporativa y actualidad
En julio de 2015, se anunció que la entidad había decidido unificar sus marcas territoriales bajo el nombre «Sabadell». En agosto, comenzarían a desarrollarse los cambios de rotulación en las oficinas con las marcas SabadellAtlántico y SabadellCAM. SabadellHerrero, SabadellGuipuzcoano y SabadellGallego pasarán a adoptar también la nueva denominación en el futuro; mientras que SabadellUrquijo y SabadellSolbank se mantendrán.
En febrero de 2017, se anunció la venta de su filial de banca comercial (Sabadell United Bank) en Estados Unidos.
El 5 de octubre de 2017, el Consejo de administración del banco aprobó el traslado del domicilio social a Alicante debido al proceso independentista catalán.
El 14 de diciembre de 2018, comunicó que había pactado la venta del 80 % de su plataforma inmobiliaria Solvia al grupo sueco Intrum por 240 millones de euros. El 24 de abril de 2019, se completó la venta del 80 % de Solvia a Intrum Holding Spain por 241 millones de euros.
El 16 de noviembre de 2020, BBVA confirmó negociaciones para una fusión con Banco Sabadell. El 27 de noviembre, ambas entidades anunciaron la ruptura de dichas negociaciones.
En diciembre de 2020 Sabadell nombra a César González-Bueno nuevo consejero delegado para sustituir a Guardiola. En 2020, la división del Banco Sabadell Seguros llegó a un acuerdo de ventas de seguros con Sanitas con la intervención de Iñaki Peralta, posterior CEO de Sanitas.
En abril de 2023 la Audiencia Nacional ratificaba la sanción por valor de dos millones de euros al Banco Sabadell por infracción grave debido «deficiencias» en la venta de algunos de sus productos.
En enero de 2025 el Banco Sabadell anunció el regreso de su domicilio social a Sabadell.

## Marcas
Banco Sabadell opera bajo distintas marcas, creadas en su mayoría tras la adquisición de otros bancos.
- Sabadell: es la marca de referencia en el mercado español. Presente en todo el país, excepto en los territorios de SabadellHerrero, SabadellGuipuzcoano y SabadellGallego. Se dedica a la banca comercial para particulares y empresas.

- SabadellHerrero: es la marca de la entidad en Asturias y León. Se dedica a la banca comercial para particulares y empresas. Se creó tras la adquisición de Banco Herrero.

- SabadellGuipuzcoano: es la marca de la entidad en el País Vasco, Navarra y La Rioja. Se dedica a la banca comercial para particulares y empresas. Se creó tras la adquisición de Banco Guipuzcoano.

- SabadellGallego: es la marca de la entidad en Galicia. Se dedica a la banca comercial para particulares y empresas. Se creó tras la adquisición de Banco Gallego.

- SabadellSolbank: es la marca que se utiliza en oficinas de banca comercial orientada a particulares europeos residentes situadas en zonas turísticas de España (costa mediterránea e islas). Se creó tras la adquisición de NatWest España.

- SabadellUrquijo: es la marca especializada en la prestación de servicios de banca privada. Se centra en el asesoramiento patrimonial de particulares e instituciones. Se creó tras la adquisición de Banco Urquijo y su fusión con Sabadell Banca Privada.

- ActivoBank: es la marca comercial bajo la cual opera Banco Sabadell en España y que centra su actividad financiera en clientes particulares que operan únicamente a través de canales de banca por internet o teléfono.